# جامعة القدموس الخاصة
جامعة القدموس هي جامعة سورية خاصة سابقة، كانت تقع في منطقة القدموس بمحافظة طرطوس. تأسست الجامعة في شهر حزيران سنة 2007، ثم أغلقت بعد سنتين من ذلك في الشهر ذاته من سنة 2009.

## اختصاصاتها
في بداية إشهار وانطلاق جامعة القدموس الخاصة افتتحت كليَّتان هما:
- كلية العلوم.
- كلية الإنسانيات.

## الإغلاق
ألغيت الجامعة في شهر حزيران سنة 2009 بموجب المرسوم 250 لتلك السنة، والذي صدر عن الرئيس السوري بشار الأسد وقضى بإلغاء المرسوم رقم 260 الصادر بتاريخ 17 من حزيران سنة 2007، الذي كانت قد تأسَّست الجامعة بموجبه. وجاء هذا القرار بعد طلب من المسؤولين عن الجامعة واقتراحٍ لمجلس التعليم العالي أصدر بتاريخ 24 من أيار سنة 2009، غير أنّ أسبابه لم تُوضَّح.